# Hiéroglyphe égyptien D21
Pour les articles homonymes, voir Bouche (homonymie).

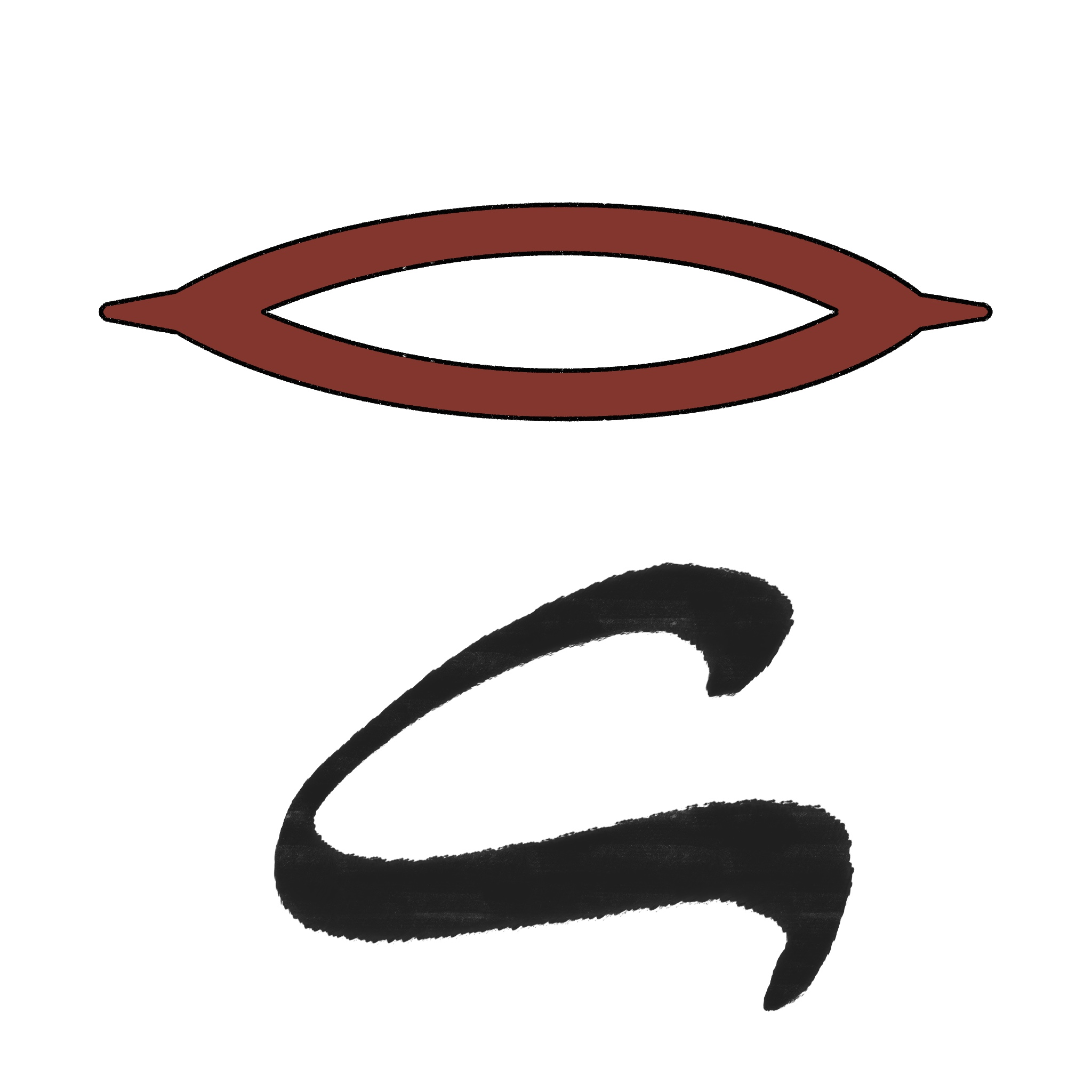
Version hiératique et hiéroglyphique

Le hiéroglyphe égyptien D21 (bouche) est classifié dans la section D « Parties du corps humain » de la liste de Gardiner ; cet hiéroglyphe y est noté D21.

## Représentation
Il représente une bouche humaine mi ouverte de face. Il est translitéré r, rȝ, l ou 1.

## Utilisation
C'est un idéogramme du terme r, rȝ « bouche, trou, entrée, discours, langue, intention », 
d'où découle sa fonction en tant que phonogramme unilitère de valeur r. 
| r |

| r |

Il a longtemps été utilisé pour noté le son l des noms étrangers avant d'être supplanté par le lion couché 
| E23 |

| E23 |

D21 semble avoir très probablement inspiré l'alphabet protosinaïtique pour le caractère d'où dérive la lettre P de l'alphabet latin.

## Exemples de mots
| S29 | Aa1 · D21 | Y1V |

| S29 | Aa1 · D21 | Y1V |

| D36 · N35 · D21 |

| D36 · N35 · D21 |

| M17 | D36 · D21 | N31 |

| M17 | D36 · D21 | N31 |